# Буджак (окръг Кюстенджа)
Вижте пояснителната страница за други значения на Буджак.
Буджак (на румънски: Bugeac) е село в окръг Кюстенджа, Северна Добруджа, Румъния.

## История
До 1940 година в Буджак има българско население, което се изселва в България по силата на подписаната през септември същата година Крайовската спогодба.